# 아흐메드 하산 (1993년)
아흐메드 하산 모하메드 압델모넴 모하메드 마흐구브(아랍어: أحمد حسن محمد عبد المنعم محمد محجوب‎, 1993년 3월 5일 ~ )는 쿠카(영어: Kouka) 또는 코카(영어: Koka)로 알려진 이집트의 프로 축구 선수로, 프랑스 리그 1 클럽 르아브르와 이집트 국가대표팀에서 스트라이커로 활약하고 있다.
그는 고향 이집트의 알아흘리 유소년 아카데미에서 경력을 시작했지만, 2012년에 1군 경기에 출전하지 않고 포르투갈 팀인 히우 아브에 합류했다. 2012년 9월에는 히우 아브에서 프로 데뷔를 했다. 2015년에는 라이벌 포르투갈 클럽인 브라가에 합류하여 클럽에서의 첫 시즌 동안 타사 드 포르투갈에서 우승하는 데 기여했다.
그는 U-20과 U-23에서 이집트를 국가대표했으며, 2013년 8월에 이집트 국가대표팀으로 데뷔하여 우간다를 상대로 승리하는 데 골을 넣었다. 그는 2017년 아프리카 네이션스컵 결승에 진출한 이집트 국가대표팀의 일원이었다.

## 어린 시절
아흐메드 하산은 1993년 3월 5일, 이집트 카이로에서 태어났다. 그는 어린 시절 탄산음료 코카콜라를 좋아했기 때문에 쿠카 (때로는 코카)라는 별명을 얻었다.

## 구단 경력

### 히우 아브
쿠카는 알아흘리에서 유소년 선수로 경력을 시작했다. 그는 1군 팀에서 정기적으로 훈련했지만 나중에 마누엘 주제 감독이 "그가 우리 팀에서 뛰지 않은 유일한 이유는 이집트에서 최고의 스트라이커를 보유했기 때문"이라고 언급하면서 팀에 합류하는 데 어려움을 겪었다. 그의 출전 시간 부족으로 인해 쿠카는 이집트를 떠나 2011년 12월, 포르투갈 팀 히우 아브의 유소년 아카데미에 합류하기 전까지 클럽과의 계약을 해지했다.
쿠카는 히우 아브 유소년 팀에서 한 시즌 동안 뛰었고, 2012-13년 시즌이 시작될 때 1군으로 승격되었다. 2012년 9월 9일, 파수스드페헤이라를 상대로 프로 데뷔 전을 치렀다. 후반 교체 선수로 경기에 출전한 그는 경기 종료 시간에 라인을 벗어난 노력을 보였다. 결국 그는 포르투갈 타사 드 포르투갈에서 열린 파수스드페헤이라와의 경기에서 3-2로 패한 경기에서 첫 성인 골을 넣으며 팀의 세 번째 경기에서 후반 추가 골을 넣었다. 그의 첫 리그 골은 2013년 1월, 비토리아와의 경기에서 교체 선수로 출전한 지 3분 만에 득점했다.  그는 첫 8번의 성인 경기에서 6골을 넣었지만, 브라가와의 1-1 무승부 경기에서 뱅상 사소에게 도장을 찍느라 퇴장당해 경기가 끝났다. 그는 히우 아브 소속으로 모든 대회에서 10골을 넣으며 성인 축구의 첫 시즌을 마무리했다.

### 브라가
2015년 8월 26일, 히우 아브 소속으로 클럽을 상대로 결승골을 넣은 지 며칠 후, 쿠카는 브라가와 5년 계약을 체결했다. 이후 "저에게는 매우 좋은 일입니다. 이번 여름은 힘들었지만, 제가 내린 선택에 만족합니다." 그는 보아비스타를 상대로 4-0 승리를 거두며 교체 선수로 데뷔했으며, 팀의 마지막 골에 페널티킥을 성공시켰다. 그는 유로파리그에서 네덜란드 팀 흐로닝언을 상대로 1-0 승리를 거두며 클럽의 첫 골을 기록했다.

### 르아브르
2025년 1월 13일, 쿠카는 시즌이 끝날 때까지 프랑스 클럽 르아브르와 계약을 맺었다.

## 국가대표팀 경력
쿠카는 2013년 1월, 19세의 나이에 감독 밥 브래들리로부터 이집트 국가대표팀에 처음 소집되었다. 클럽 수준에서 성인 경기를 7경기밖에 뛰지 못했던 그는 칠레와의 친선 경기에 출전하기 위해 대표팀에 이름을 올렸지만 출전하지 못했다. 2013년 8월, 그는 우간다를 상대로 3-0 승리를 거두며 이집트 국가대표팀에 데뷔했다. 2017년, 쿠카는 2017년 아프리카 네이션스컵 이집트 국가대표팀에 발탁되었다. 그러나 8강전에서 모로코를 상대로 승리한 경기에서 출전한 후, 이집트가 준우승을 차지하면서 골반 부상으로 남은 대회에서 제외되었다.
2018년 5월, 그는 러시아의 2018년 FIFA 월드컵을 위한 이집트 예비 명단에 이름을 올렸지만, 엑토르 쿠페르 감독에 의해 최종 23인 명단에서 제외되었다. 이후 쿠카는 "팀의 최종 23인 명단 발표 이후 제가 느낀 감정을 아무도 경험하지 않기를 바란다"며 제외된 것에 대해 실망감을 표했다.